# Trimble (Missouri)
Pour les articles homonymes, voir Trimble.
Trimble est une ville du comté de Clinton, dans le Missouri, aux États-Unis,. Située au sud-ouest du comté, elle est fondée sous le nom de Carpenter's Store et rebaptisée sous son nom actuel en 1858 et incorporée en 1909.

## Démographie
Lors du recensement de 2010, la ville comptait une population de 646 habitants. Elle est estimée, en 2016, à 640 habitants.

## Source de la traduction
- (en) Cet article est partiellement ou en totalité issu de l’article de Wikipédia en anglais intitulé « Trimble, Missouri » (voir la liste des auteurs).